# 雙龍鄉 (鄰水縣)
雙龍鄉（雙龍公社、先進公社），是四川省鄰水縣下轄的一個鄉鎮級行政單位。

## 沿革[1]
- 1949年12月，九龍區人民政府即建立了雙龍鄉公所。1951年6月9日，雙龍鄉公所劃歸第六區(袁市區)公所領導。1952年8月。雙龍鄉公所又改由新建的第六區(九龍區)公所領導。1953年d月24日，雙龍鄉公所改稱雙龍鄉人民政府。1955年3月5日．雙龍鄉人民政府又劃歸第七區(袁市區)公所領導。1956年1月16日．第七區公所撤銷，雙龍鄉人民政府改稱雙龍鄉人民委員會。歸九龍區公所領導。1958年9月22日，雙龍鄉人委改稱雙龍人民公社。1961年4月，雙龍人民公社又正式劃歸袁市區公所領導。1966年5月「文革」開始後，雙龍人民公社工作受到干擾。1967年1月，為了破「四舊」，雙龍人民公社改稱先進入民公社。3月，由公社武裝幹部和群眾代表主持成立了先進人民公社生產辦公室，負責公社日常工作。1967年3月，成立先進人民公社生產辦公室，負責公社日常工作。1968年10月8日，經縣人武部黨委批准，先進人民公社革命委員會成立。1973年5月12日，經地革委批准先進人民公社革委會改稱雙龍人民公社革命委員會。1976牟10月粉碎「四人幫」後，雙龍人民公社的行政組織機構仍然是革命委員會。1981年3月，縣委決定撤銷雙龍人民公社革委會，建立雙龍人民公社管理委員會。管委會設正、副主任。1981年12月，為在一個地區內公社不重名，達縣地區行署改雙龍人民公社管委會為龍橋人民公社管委會。